# Friedrich Arthur Uebel

Friedrich Arthur Uebel mit einer von ihm gefertigten Klarinette

Friedrich Arthur Uebel (* 6. August 1888 in Gopplasgrün, heute ein Ortsteil von Markneukirchen; † 31. August 1963 in Markneukirchen) war ein bedeutender deutscher Klarinettenbauer.

## Leben
Friedrich Arthur Uebel, ein Sohn des Holzblasinstrumentenbauers Friedrich Gustav Uebel, gründete am 2. September 1936 unter der Firmierung F. Arthur Uebel in Markneukirchen im Musikwinkel eine eigene Werkstatt und ließ sich im gleichen Jahr das Warenzeichen FAU eintragen. Zuvor hatte er in der väterlichen Werkstatt das Handwerk des Klarinettenbaus erlernt und 1911 ein Volontariat in Berlin bei Oskar Oehler gemacht. Mit Oehler arbeitete er bis zu dessen Tod am 1. Oktober 1936 eng zusammen, mit der Folge, dass er dessen Kundenstamm übernehmen konnte. Obwohl der Schwerpunkt der Tätigkeit Uebels im Bau von Klarinetten des Oehler-Systems lag, fertigte er auch Böhm- und Reform-Böhmklarinetten an.

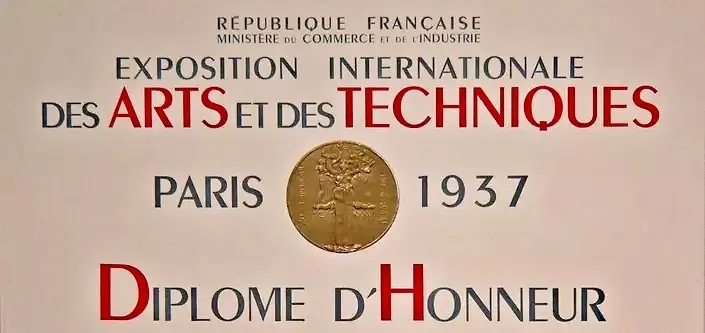
Ehrendiplom

Die Werkstatt F. Arthur Uebels galt im zweiten Drittel des 20. Jahrhunderts und in der direkten Nachfolge Oskar Oehlers als bedeutendste deutsche Klarinettenbauwerkstätte und wurde im Rahmen der Pariser Weltausstellung 1937 mit einem „diplôme d’honneur“ für eine neu angefertigte Bassklarinette und eine Klarinette gewürdigt. Wichtigster Fachmann in der Firma war der Stimmer Max Schnabel (1893–1979). Zahlreiche angesehene Klarinettisten musizierten auf Klarinetten von F. Arthur Uebel. Dazu zählen unter anderem: Willy Schreinicke, Ewald Koch, Oskar Michallik, Karl Schütte, Simeon Bellison und Paul Blöcher. Durch die Zusammenarbeit mit diesen und anderen Künstlern entstand im vogtländischen Markneukirchen ein über Jahrzehnte Niveau bestimmendes Klarinettenmodell, dem noch heute mit Hochachtung begegnet wird: Das „Theatermodell 702“, eine Original Oehler-Klarinette, zusätzlich ausgestattet mit allen von Uebel entwickelten mechanischen Verbesserungen und mit handgeschmiedeten und extra stark versilberten Klappen. Als die wichtigsten mechanischen Verbesserungen Uebels an der Oehler-Klarinette sind zu nennen:
1. Erweiterung der Bechermechanik zur Verbesserung des tiefen E um eine zusätzliche kleine nachrüstbare Klappe zur Verbesserung des tiefen F; diese wurde zum Standard aller professionellen Klarinetten mit Bechermechanik.
2. Gabel-F-Mechanik, eine Mechanik, die es ermöglicht, das eingestrichene F in einwandfreier Intonation mit demselben Gabelgriff wie das zweigestrichene B zu spielen.
3. Fis/Gis-Triller, eine Trillermechanik für das kleine H zum eingestrichenen Cis bzw. vom zweigestrichenen Fis zum Gis (wie sie auch die Voll-Böhmklarinette hat).
4. Verbesserung der sog. Oehlermechanik, des Gabelgriffs für das zweigestrichene F durch zwei mit dem Deckel über dem mittleren Tonloch des Unterstücks zu betätigende Klappen auf der rechten Seite. Auch diese Verbesserung wurde zum Standard.

Zu seinen besten Zeiten beschäftigte Uebel 40 Mitarbeiter, überwiegend Männer, und stellte etwa 400 Klarinetten pro Jahr her. Die gängigsten Instrumente waren das Schüler-Modell 520 mit 14 Klappen und vier Ringen, besonders aber das anspruchsvollere Modell 620 mit 19 Klappen und sechs Ringen ohne die oben genannten Verbesserungen. Mit dem Tod von Friedrich Arthur Uebel 1963 endete die ruhmreiche Zeit dieser Manufaktur bei einer Seriennummer von etwa 17.000. Gepflegte Instrumente aus der Zeit vor Uebels Tod sind als Gebrauchtinstrumente auch heute noch begehrt. Höchstpreise erzielt dabei natürlich ein gut erhaltenes Theatermodel 702.

## Nachfolge
Nach Uebels Tod 1963 wurde die Firma von seinem Neffen Rudolf weitergeführt. Die Firma fertigte 1968 im Auftrag des Schweizer Klarinettisten Rudolf Stalder die zweite Bassettklarinette nach dem Böhm-System an (in A), die je gebaut wurde. (Die erste hatte 1966 der Prager Klarinettenbaumeister Rudolf Trejdal gefertigt.) Diese Klarinette war, soweit ersichtlich, die erste Bassettklarinette überhaupt, mit der das für dieses Instrument rekonstruierte Mozart-Konzert auf einer Schallplatte aufgenommen wurde, und zwar im September 1968; diese Aufnahme kann heute noch auf YouTube, teilweise mit Einblendung der Noten für die Bassettklarinette, gehört werden.
1984 wurde der Betrieb verstaatlicht und mit anderen Blasinstrumentenbaubetrieben Bestandteil des VEB Blechblas- und Signalinstrumentenfabrik (VEB B&S) zusammengelegt. In diesem Rahmen konnte das bisherige Qualitätsniveau nicht gehalten werden. Nach der Wende erfolgte eine Privatisierung des VEB durch Umwandlung in die Vogtländische Musikinstrumentenfabrik GmbH (VMI). Diese wurde im Juni 1991 von der IMM Musikinstrumenten Manufakturen GmbH (ab 1996 TA Musik GmbH, ab 2001 JA Musik GmbH) übernommen. 1992 wurde der Betriebsteil Uebel-Klarinetten an die Firma Hans Kreul Feine Holzblasinstrumente GmbH verpachtet. 2001 endete die Verpachtung und Uebel wurde als Holzblasinstrumenten-Atelier der JA Musik GmbH zusammen mit der Saxophon-Abteilung weiter geführt. 2005 wurde die Produktion von Uebel-Klarinetten in Markneukirchen aus wirtschaftlichen Gründen eingestellt. Im Zuge der Liquidierung erwarb der Musikaliengroßhändler Arnold Stölzel GmbH in Wiesbaden, Geschäftsführer Jürgen Stölzel, 2005 die Namensrechte sowie die Konstruktions- und Fertigungsunterlagen und ließ sodann, auch mit Hilfe ehemaliger Uebel Mitarbeiter, in China in der Provinz Shandong eine hochmoderne Fertigungsstätte errichten, in der etwa ab Mitte 2006 unter der Leitung eines deutschen Klarinettenbaumeisters und aus von Deutschland zugelieferten Materialien Klarinetten mit dem Label FAU vorgefertigt wurden, die dann, in Wiesbaden fertiggestellt, in den Vertrieb kamen. 2010 gründete Jürgen Stölzel die Firma F. Arthur Uebel GmbH in Wiesbaden mit Zweigniederlassung in Markneukirchen und errichtete dort eine Werkstatt, in der ebenfalls wieder Uebel-Klarinetten gefertigt werden und die auch die Fertigstellung der in China vorproduzierten Klarinetten übernahm. 2017 zog das Unternehmen in eine im Gewerbepark Markneukirchen neue errichtete Produktionsstätte mit Büroanbau um. Hergestellt werden zahlreiche Modelle deutscher und französischer Bauart mit dem Label FAU.

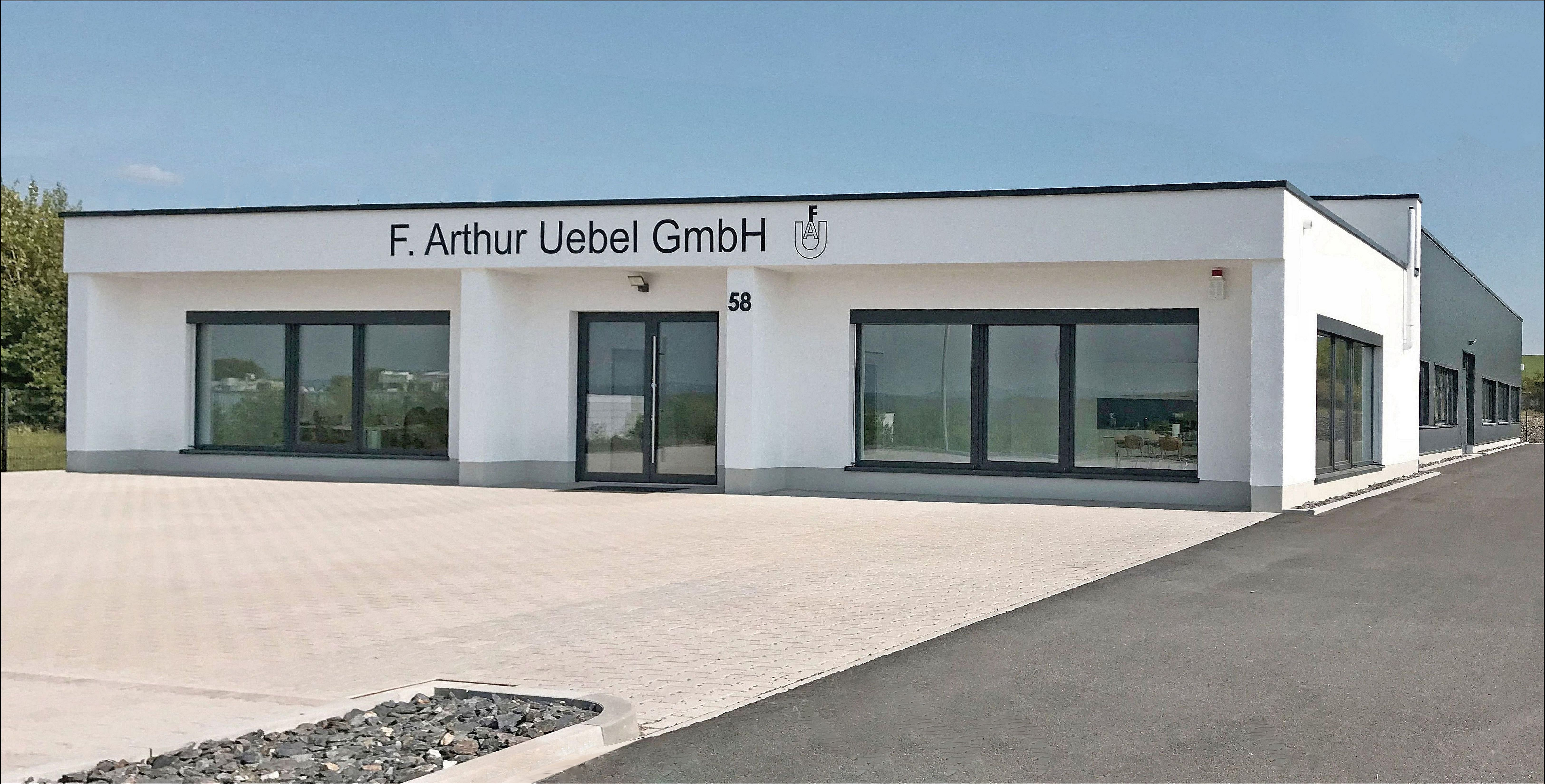
Betriebsgebäude F. Arthur Uebel GmbH

A-Bassettklarinette Böhm, Detail

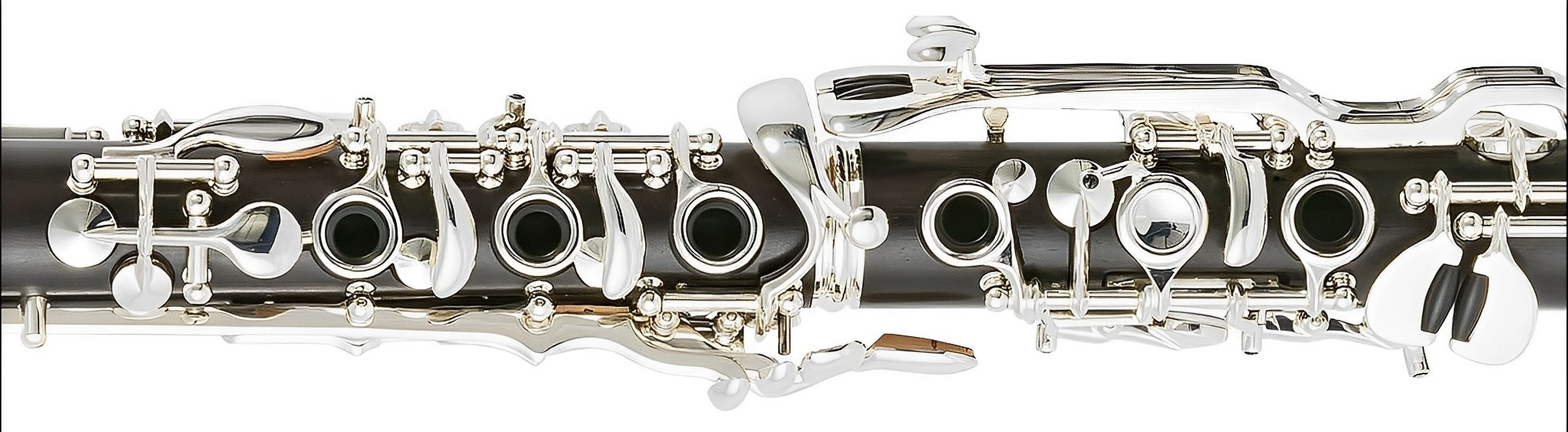
B-Klarinette Oehler, Detail